# Moltrasio
Moltrasio là một đô thị ở tỉnh Como trong vùng Lombardia, có cự ly khoảng 45 kilômét (28 mi) về phía bắc của Milano và khoảng 6 kilômét (4 mi) về phía bắc của Como, ở biên giới với Thụy Sĩ. Tại thời điểm ngày 31 tháng 12 năm 2004, đô thị này có dân số 1.796 người và diện tích là 8,9 km².
Đô thị Moltrasio có các frazione (đơn vị trực thuộc) Donegano.
Moltrasio giáp các đô thị: Blevio, Bruzella (Thụy Sĩ), Caneggio (Thụy Sĩ), Carate Urio, Cernobbio, Schignano, Torno.